# Maison Defeld
Maison Defeld es un edificio de estilo Art Nouveau ubicado en Lieja. Es obra de Victor Rogister, el arquitecto de Lieja más prolífico en construcciones de estilo Art Nouveau en la ciudad ardiente. Fue construida en 1907.
Se encuentra en la calle Ernesto de Baviera, una arteria arbolada que ocupa un lado de la place de l'Yser en Outremeuse muy representativa del Art Nouveau en Lieja, dónde hay seis edificios de este estilo en los números 4, 9 (Maison Henri Alexandre), 14, 15, 16/17 y 19. ciudad ardiente. 

## Descripción
Se compone de dos crujías y cuatro niveles. Es completamente simétrico (a excepción de la puerta de entrada). Los materiales utilizados son piedra labrada y ladrillo rojo. Varias líneas de piedra iluminan armoniosamente la fachada y se vuelven más raras a medida que se eleva el edificio. 
Cada mirador de la planta baja, primera y tercera es rectangular, pero un ligero abultamiento en la parte superior y exterior de los marcos de madera le dio un aspecto que recuerda al estilo de la Secesión vienesa. Desafortunadamente, estos marcos fueron reemplazados por ventanas clásicas. También han desaparecido las gafas americanas de colores.

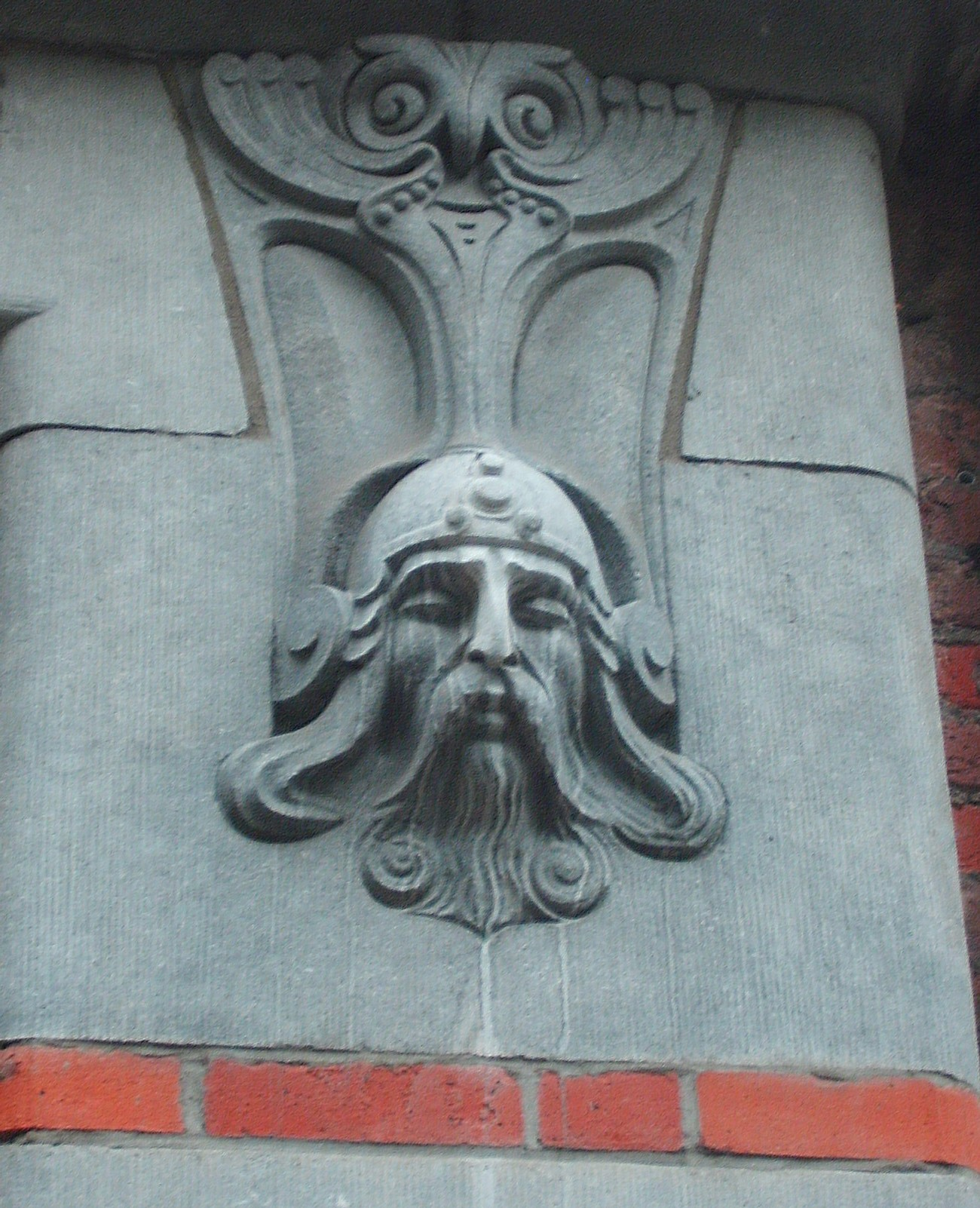
Escultura

### Planta baja
La planta baja es de estilo neoclásico. Sin embargo, destaca la presencia de cuatro esculturas de piedra de diferentes cabezas peludas coronadas por búhos estilizados. En todo el ancho de la fachada, un cordón de piedra labrada separa la planta baja de la planta alta.

### Primer y segundo piso
Los dos niveles centrales son muy originales. Está a cada lado de un mirador reentrante y curvo formado por un triplete de tramos rectangulares rematados en el piso superior por un mirador que forma un arco de medio punto. Los pequeños bosques de esta bahía forman un círculo a su vez recortado por otros pequeños bosques horizontales y verticales. Cada balcón de hierro forjado es curvo y está formado por seis círculos perforados por tres varillas horizontales y verticales.

### Tercer piso
Está formado por dos tripletes de vanos rodeados en su parte superior por discos de piedra labrada y ménsulas de madera que sostienen la cornisa saliente.